# Indians Lausanne Baseball Club
 (février 2023).
Si vous disposez d'ouvrages ou d'articles de référence ou si vous connaissez des sites web de qualité traitant du thème abordé ici, merci de compléter l'article en donnant les références utiles à sa vérifiabilité et en les liant à la section « Notes et références ».
Le Lausanne Indians Baseball Club est un club de Baseball de la ville de Lausanne en Suisse.
En 2018, il évolue en Fédération Suisse de Baseball et Softball (FSBS) ainsi qu'en Ligue Suisse Romande de Baseball (LSRB). 2 équipes adultes sont inscrites dans les différents championnats ainsi qu'une équipe junior.
Son président actuel est Davide Lomellini (interim).

## Club
Le club de Baseball, les Lausanne Indians Baseball Club, a été fondé le 9 novembre 1990 à Lausanne.

## Palmarès
1. 1996 : Champion Romand
2. 2004 : Champion de Suisse - 1re Ligue
3. 2004 : Promotion en Ligue Nationale B
4. 2005 : Champion de Suisse - Ligue Nationale B
5. 2005 : Vice-Champion de la Coupe de Suisse
6. 2006 : Promotion en Ligue Nationale A
7. 2008 : Champion de la Coupe de Suisse
8. 2008 : Vice-Champion de Suisse - Ligue Nationale A
9. 2013 : Champion Romand
10. 2015 : Champion Romand
11. 2016 : Champion Romand
12. 2017 : Champion Romand
13. 2017 : Champion de Suisse - Ligue Nationale B
14. 2018 : Promotion en Ligue Nationale A

## Équipes
- Majors

L'équipe Majors évolue en Fédération Suisse de Baseball et Softball, en Ligue Nationale A.
- Minors

L'équipe Minors évolue en Ligue Suisse Romande de Baseball.
- Juniors

L'équipe Majors évolue en Fédération Suisse de Baseball et Softball, dans la division Cadets.